# 秦光荣
秦光荣（1950年12月25日—），笔名凌粼，男，汉族，湖南永州人，中华人民共和国政治人物。原衡阳师范专科学校中文系毕业，中南工业大学管理科学与工程专业硕士研究生。中共云南省委原書記。原中国共产党第十五、十六届中央候补委员，第十七、十八届中央委员。

## 生平

### 仕途
1972年1月加入中国共产党。1975年从衡阳师范专科学校毕业后，秦光荣被分配到湖南师范学院零陵分院工作。1976年，调入中共湖南省零陵地委宣传部，开始从政之路。
此后20多年，秦光荣一直在湖南省地方任职。历任共青团湖南省委副书记、省青联主席，零陵地区行署副专员，零陵地委副书记、兼冷水滩市委书记、中共零陵地委书记等职；1993年6月，出任中共长沙市委书记；1994年12月，跻身中共湖南省委常委，1998年2月，卸任中共长沙市委书记，继续担任省委常委，分管科技、教育等工作，并于1997年9月当选中共第十五届候补中央委员，时年43岁。
1999年1月，转任中共云南省委常委、政法委书记；2001年3月，改任省委组织部部长；2003年1月，当选为云南省副省长；不久，又晋升省委副书记。2006年11月6日，云南省第十届人大常委会第二十五次会议決定，秦光榮接替徐荣凯出任云南省代理省长；2007年1月31日，正式当选为云南省省长。2011年8月25日，升任中共云南省委书记。2012年，当选为云南省人大常委会主任。
2014年，云南官场地震，副省长沈培平、昆明市委书记张田欣、高劲松、省委原书记白恩培相继落马。10月14日，秦光荣被免去中共云南省委书记职务，另有任用，原省长李纪恒继任省委书记。十二届全国人大常委会第十一次会议表决通过秦光荣任全国人大常委会内务司法委员会副主任委员。2018年3月退休。

### 落马
2019年4月6日，秦光荣主动到中央纪委国家监委投案。
2019年5月9日，中央纪委国家监委网站发布消息称：“云南省委原书记秦光荣涉嫌严重违纪违法，主动投案，目前正在接受中央纪委国家监委纪律审查和监察调查。”成为中共十八大以来首个投案自首的省级党委书记（包括在任和已卸任）。
2019年9月26日，经中央纪委常委会会议研究并报中共中央批准，决定给予秦光荣开除党籍处分；按规定取消其享受的待遇；收缴其违纪违法所得；将其涉嫌犯罪问题移送检察机关依法审查起诉，所涉财物随案移送。
2019年10月25日，云南省委原书记秦光荣涉嫌受贿一案，由国家监察委员会调查终结，移送检察机关审查起诉。最高人民检察院依法以涉嫌受贿罪对秦光荣作出逮捕决定。2019年11月25日，云南省委原书记秦光荣涉嫌受贿一案，成都市人民检察院向成都市中级人民法院提起公诉。
2020年9月10日，四川省成都市中级人民法院一审公开开庭审理了十二届全国人大内务司法委员会原副主任委员、中共云南省委原书记秦光荣受贿一案。成都市人民检察院指控：2003年至2014年期间，被告人秦光荣利用担任云南省委常委、副省长、省委副书记、省长、省委书记等职务上的便利，为有关单位和个人在工程承揽、股权转让、职务提拔调整等方面谋取利益。2000年至2018年期间，秦光荣直接或通过其亲属非法收受他人财物共计折合人民币2389万余元。
2021年1月19日，秦光荣一审被判处有期徒刑七年，并处罚金人民币150万元。。

## 争议
王立军事件爆发后，时任中共重庆市委书记的薄熙来曾率重庆市党政代表团来云南访问，作为时任中共云南省委书记的秦光荣陪同考察。
根据财新网报道，秦光荣牵涉到其子秦岭在華融投資任职期间犯下的严重案件而被调查。秦岭曾任华融投资股份有限公司董事会主席及执行董事，其早在2018年11月27日就已辞职并被带走接受调查。
在2020年1月12日播出的电视专题片《国家监察》中，秦光荣在北京通州的别墅面积约1200平方米，还在老家湖南永州修建了“秦家大院”，主体建筑面积约1600平方米。